# Corrente de Foucault
Corrente de Foucault (também conhecida por corrente parasita ou ainda corrente de fuga; e em inglês por eddy current) é a corrente elétrica induzida dentro de um material condutor, quando sujeito a um campo magnético variável devido à lei de indução de Faraday. A corrente de Foucault flui em uma volta fechada dentro de um condutor, em planos perpendiculares, que pode ser induzida por um condutor estacionário próximo por um campo magnético variante criado por um eletroímã ou transformador, por exemplo, ou por um movimento relativo a um ímã e um condutor próximo. A magnitude da corrente em uma dada volta é proporcional ao campo magnético, à área da volta, à variação do fluxo e inversamente proporcional à resistividade do material.
Conforme a Lei de Lenz, a magnitude e sentido dessa corrente se opõe à variação do campo que a provoca, formando polos magnéticos que geram forças que efetivamente se opõem ao movimento do material condutor dentro do campo magnético. Este efeito é empregado na frenagem de trens controlados por eletroímãs, que são usados para impedir a rotação de ferramentas rapidamente quando desligadas. A corrente de Foucault fluindo  através da resistência de um material também dissipa energia em forma de calor por efeito Joule, que causa perda de energia em indutores, transformadores, motores elétricos, geradores e outras máquinas em corrente (AC). Para evitar a dissipação de energia, os materiais sujeitos a campos magnéticos variáveis são frequentemente laminados ou construídos com placas muito pequenas isoladas umas das outras. A corrente de Foucault também é utilizada por fornos de aquecimento por indução e para instrumentos de detecção de rachaduras e falhas em metais.

## História
A primeira pessoa a observar essa corrente foi François Arago, o 25° Primeiro Ministro da França, que também era matemático, físico e astrônomo. Em 1824 ele observou o que foi chamado de magnetismo rotativo, e que a maioria dos corpos condutores podiam ser magnetizados; estas descobertas foram completadas e explicadas por Michael Faraday (1791-1867).
Em 1834, Heinrich Lenz estabeleceu a lei de Lenz, que afirma que o sentido do fluxo da corrente induzida em um condutor será tal que o campo magnético irá se opor à variação do fluxo magnético que causou o fluxo da corrente. Esta corrente produz um campo secundário que cancela a parte externa do campo e causa parte do fluxo externo a se desviar do condutor.
O físico francês Jean Bernard Léon Foucault (1819-1868) foi creditado à descoberta dessa corrente. Em setembro de 1855, foi percebido o aumento na força necessária para rotacionar o aro de um disco de cobre quando colocado entre dois polos de um ímã, ao mesmo tempo, o disco se aquecia pela corrente induzida no metal. O primeiro uso da corrente de Foucault para teste não destrutivo ocorreu em 1879 quando David Edward Hughes usou o princípio para conduzir testes de triagem metalúrgica.

## Explicação

Correntes de Foucault (I, vermelho) induzidas em uma placa de metal (C) enquanto se move sob um ímã (N). O campo magnético (B, verde) é direcionado para baixo atravessando a placa. O campo que aumenta na borda principal do ímã (esquerda) induz uma corrente no sentido anti-horário, que pela lei de Lenz cria seu próprio campo magnético (flecha esquerda azul) direcionado para cima, contrário ao campo do ímã, produzindo uma força retrógrada. Semelhantemente, na borda do fundo do ímã (direita), uma corrente no sentido horário e um campo para baixo é criado (flecha direita azul) também produzindo uma força retrógrada.

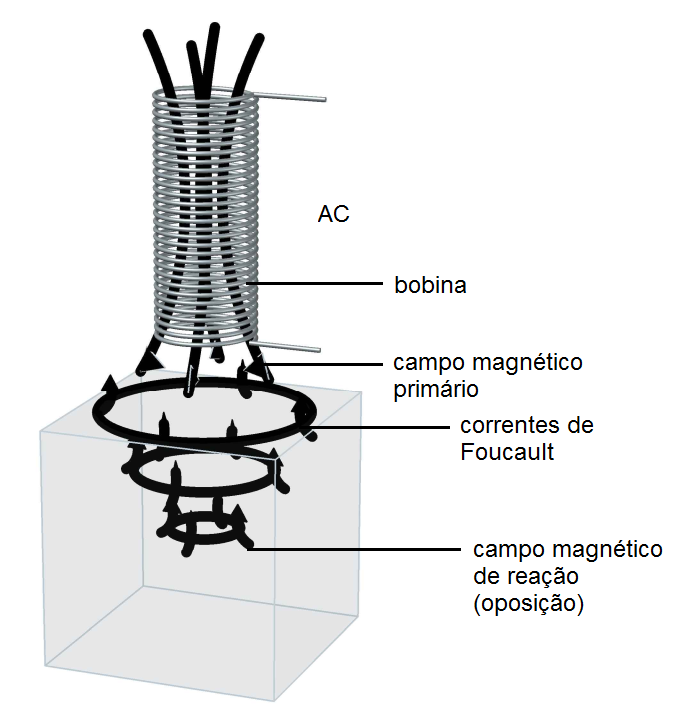
Ilustração de penetração de campo magnético

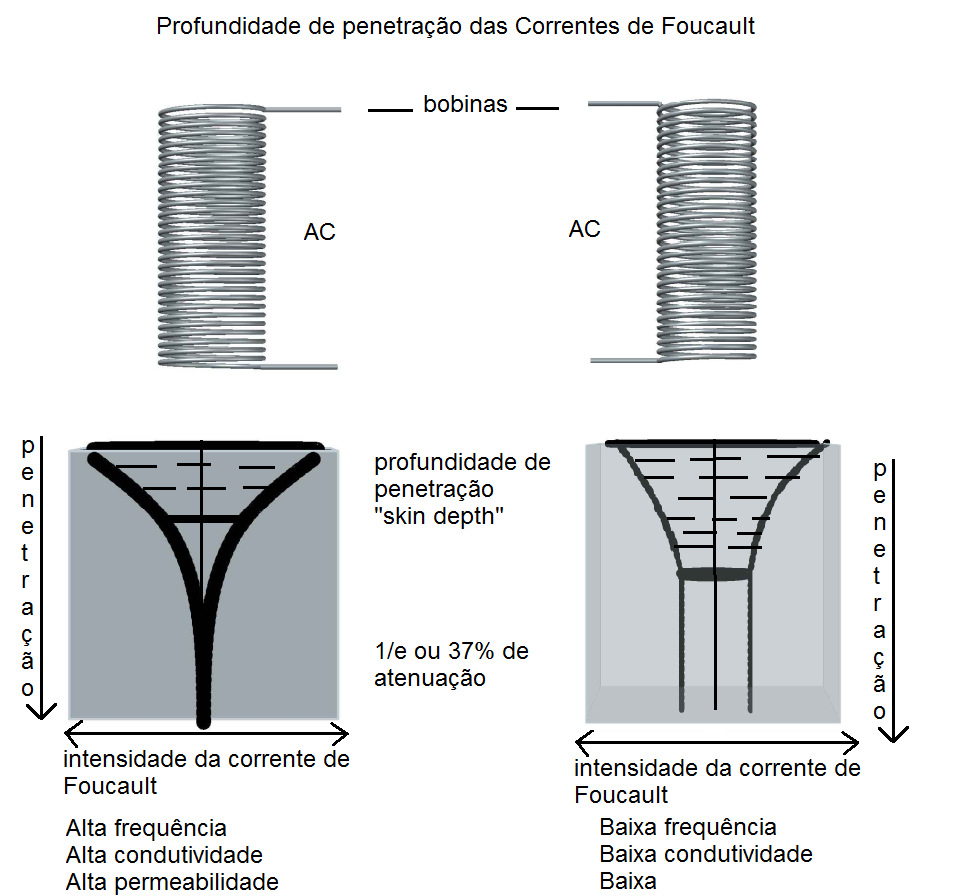
Diagrama mostrando a diminuição exponencial exp(-z/δ) da intensidade da corrente de Foucault, conforme a profundidade z cresce.

Laminações de núcleos magnéticos em transformadores melhoram muito a eficiência por minimizarem as correntes de Foucault.

Um ímã induz correntes elétricas circulares em uma lâmina de metal passando por ele. Veja o diagrama à direita que mostra uma lâmina de metal (C) se movendo à direita sob de um ímã estacionário. O campo magnético B (flechas verdes) do polo norte N do ímã atravessam a lâmina para baixo. Já que o metal está se movendo, o fluxo magnético através da lâmina está variando. Na parte da folha sob a borda principal do imã (lado esquerdo) o campo magnético através da lâmina aumenta ao se aproximar do ímã, {\displaystyle {\operatorname {d} \!B \over \operatorname {d} \!t}>0}. Pela lei de indução de Faraday, isso cria um campo elétrico circular na lâmina em sentido anti-horário ao redor das linhas de campo magnético. Este campo induz um fluxo de corrente em sentido anti-horário I (flechas vermelhas), na lâmina. Esta é a corrente de Foucault. Na borda do fundo do ímã (lado direito) o campo magnético através da lâmina diminui, {\displaystyle {\operatorname {d} \!B \over \operatorname {d} \!t}<0}, induzindo uma segunda corrente de Foucault em sentido horário na lâmina.
Outra maneira de entender a corrente é enxergando que os portadores de carga (elétrons) livres na lâmina de metal estão se movendo com a lâmina para a direita, então o campo magnético exerce uma força lateral neles devido à força de Lorentz. Já que a velocidade V das cargas são para a direita e o campo magnético B é direcionado para baixo, pela regra da mão direita, a força de Lorentz nas cargas positivas {\displaystyle \mathbf {F} =q\mathbf {(V\times B)} }é em direção à traseira do diagrama (à esquerda em relação à direção do movimento V). Isso causa uma corrente I em direção à traseira sob o ímã, que circula ao redor através da lâmina fora do campo magnético, horário para a direita e anti-horário para a esquerda, em frente ao ímã novamente. Os carregadores de carga no metal, os elétrons, possuem na verdade uma carga negativa (q < 0) então sua direção de movimentação é contrário à direção da corrente convencional mostrada.
Pela lei de Ampère da corrente, cada uma das correntes circulares criam um campo magnético contrário (azuis) que, devido à lei de Lenz, se opõe à variação no campo magnético que o causou, exercendo um força de arrasto na lâmina. Na borda principal da lâmina (lado esquerdo), pela regra da mão direita, a corrente no sentido anti-horário cria um campo magnético apontado para cima, contra  ao campo magnético do ímã, causando uma força repulsiva entre a lâmina e a borda principal do ímã. Em contraste, na borda de fundo (lado direito), a corrente no sentido horário causa um campo magnético apontado para baixo, na mesma direção do campo magnético do ímã, criando uma força atrativa entre a lâmina e a borda de fundo do ímã. Ambas as forças se opõem ao movimento da lâmina. A energia cinética que é consumida superada pela força de arrasto é dissipada em forma de calor pelas correntes fluindo através da resistência do metal, então o metal se aquece sob o ímã.
Para o caso de um solenoide sobre um plano condutor, sua densidade corrente {\displaystyle J} em seu interior, ou seja, a corrente de Foucault pode ser dada por:
{\displaystyle \mathbf {\vec {J}} =\sigma \mathbf {\vec {E}} ={\frac {1}{\delta }}\mathbf {\vec {H}} e^{-{\frac {z}{\delta }}}sen(\omega t){\hat {\mathbf {a} }}_{\rho },}
sendo {\displaystyle \delta } a profundidade de penetração, que pode ser vista no efeito pelicular, que relaciona a profundidade em que o campo magnético penetra no material em função da frequência com que varia. É importante sobressaltar que as correntes geradas, neste caso, circulam o plano em volta do eixo do solenoide com uma profundidade {\displaystyle \delta }, assim como o fato em que a corrente de Foucault diminui a intensidade exponencialmente à medida que os campos penetram no condutor, de acordo com o termo {\displaystyle e^{-{\frac {z}{\delta }}}}.

## Propriedades

(esquerda) Corrente de Foucault (I, vermelho) em um transformador sólido de ferro. (direita) Fazendo um transformador de ferro feito de laminações finas paralelas ao campo (B, verde), com isolação entre eles, reduzindo as correntes de Foucault.

A corrente de Foucault em condutores de resistividade diferente de zero gera calor bem como forças eletromagnéticas. O calor pode ser utilizado para aquecimento por indução. As forças eletromagnéticas podem ser usadas para levitação, criar movimento ou para frenagens fortes. A corrente de Foucault também pode ter efeitos indesejáveis, como a dissipação de potência em transformadores. Nesta aplicação, ela é minimizada com placas finas, por laminação de condutores ou outros detalhes no formato do condutor.
As correntes de Foucault auto induzidas são responsáveis pelo efeito pelicular em condutores. Este último por ser usado para testes não destrutivos de materiais para recursos geométricos, como micro trincas. Um efeito semelhante é o efeito de aproximação, que é causado por correntes de Foucault induzidas externas.
Um objeto ou parte de um objeto sofre intensidade de campo constante e direção onde ainda há movimentação relativa do campo e o objeto (por exemplo no centro de um campo no diagrama), ou campos variados onde as correntes não podem circular devido à geometria do condutor. Nestas situações cargas coletam ou dentro do objeto e essas cargas produzem potenciais elétricos estáticos que se opõem qualquer corrente a mais. As correntes podem estar inicialmente associadas à criação de potenciais estáticos, mas devem ser transitórias e pequenas.
A corrente de Foucault geram perdas resistivas que transformam algumas formas de energia, como a energia cinética, em calor. Este aquecimento reduz a eficiência de transformadores de núcleo de ferro e motores elétricos e outros dispositivos que usam campos magnéticos variáveis. As correntes de Foucault são minimizadas nestes dispositivos por seleção de materiais de núcleo que possuem baixa condutividade (por exemplo, ferrite) ou utilizando placas finas de materiais magnéticos, conhecidas como laminações. Elétrons não podem cruzar o espaço isolante entre as laminações, e então não podem circular em arcos largos. Cargas se juntam nos limites da laminação, em um processo análogo ao efeito Hall, produzindo campos elétricos que se opõem à qualquer acúmulo de carga e então suprimindo as correntes de Foucault. Quanto a menor a distância de separação entre as laminações adjacentes (por exemplo, quanto maior o número de laminações por unidade de área, perpendicular ao campo aplicado), maior a supressão das correntes de Foucault.
A conversão da entrada de energia para calor não é sempre indesejável, mas, existem algumas aplicações práticas. Uma é a frenagem de alguns trens conhecida como freio de corrente de Foucault. Durante a frenagem, as rodas de metal são expostas ao campo magnético de um eletroímã, gerando correntes de Foucault nas rodas. Esta corrente é formada pelo movimento das rodas. Então, pela lei de Lenz, o campo magnético formado pela corrente de Foucault será contra sua causa. Logo, a roda sofrerá uma força contra o movimento inicial. Quanto mais rápido as rodas girarem, mais forte será o efeito, significando que à medida que o trem reduz a velocidade, a força de frenagem é reduzida, produzindo um movimento de parada suave.
O aquecimento por indução faz uso de correntes de Foucault para fornecer aquecimento de objetos de metal.

### Equação de difusão
Em uma ligação metálica os elétrons estão espalhados analogamente a uma nuvem, deste modo a condução se deve ao movimento destes portadores de carga de forma "livre" no interior do sólido, portanto bons condutores metálicos, sendo paramagnéticos ou diamagnéticos, estes portadores se movem de modo a minimizar interações e colisões entre a estrutura do sólido e a os próprios elétrons, podendo apresentar um caminho livre da ordem de {\displaystyle 10^{-7}}m.
Assim, temos o conceito de velocidade de deriva, definida por:
{\displaystyle v_{d}=e\mathbf {\vec {E}} }
Deste modo o campo elétrico gera uma corrente que pode ser dada por:
{\displaystyle J=nev_{d}=ne^{2}E=\sigma E,}
sendo {\displaystyle n} o número de portadores, {\displaystyle e} a carga do elétron e {\displaystyle E} o campo elétrico. Esta equação é válida para o caso de bons condutores, pois a influência do campo magnético no condutor é desprezível.
No caso em que o campo magnético varia em alta frequência, a corrente de Foucault pode ser dada pela equação acima, como também podemos justificar o surgimento desta corrente através de três equações de Maxwell e a relação entre a densidade de fluxo magnético e o campo, que estão representadas abaixo:
{\displaystyle \nabla \times \mathbf {\vec {E}} =-{\frac {\partial \mathbf {\vec {B}} }{\partial t}}}
{\displaystyle \nabla \cdot \mathbf {\vec {B}} =0}
{\displaystyle \nabla \times \mathbf {\vec {B}} =\mu J=\mu \sigma \mathbf {\vec {E}} }
{\displaystyle \mathbf {\vec {B}} =\mu \mathbf {\vec {H}} }
Com isso, para um plano condutor, temos que, pelas relações descritas acima e graças à propriedade do rotacional vista em identidades do cálculo vetorial, chegamos em:
{\displaystyle \nabla ^{2}\mathbf {\vec {H}} =\mu \sigma {\frac {\partial \mathbf {\vec {H}} }{\partial t}},}
a qual podemos chamar de equação de difusão, em que {\displaystyle \mu } corresponde à permeabilidade magnética.

### Dissipação de potência
Sob certas condições (material uniforme, campo magnético uniforme, sem efeito pelicular, etc.) a potência dissipada (P) devido à corrente de Foucault por unidade de massa por uma lâmina fina ou por um fio pode ser calculada pela seguinte equação:
{\displaystyle P={\frac {\pi ^{2}B_{\text{p}}^{\,2}d^{2}f^{2}}{6k\rho D}},}
onde {\displaystyle B_{\text{p}}} é o pico do campo magnético (T), {\displaystyle d} a espessura da lâmina ou o diâmetro do fio (m), {\displaystyle f} a frequência (Hz), {\displaystyle k} é constante igual a 1 para uma lâmina fina e 2 para um fio fino, {\displaystyle \rho } a resistividade do material (Ω/m) e {\displaystyle D} a densidade do material (kg/m3).
Esta equação é valida apenas nas chamadas condições quasi-estáticas, onde a frequência da magnetização não resulta no efeito pelicular, que, a onda eletromagnética atravessa completamente o material.

### Efeito pelicular
Artigo principal: efeito pelicular
O efeito pelicular, também conhecido como efeito capilaridade ou ainda skin effect, em condutores é uma manifestação de um caso particular de corrente de Foucault, na qual a corrente elétrica tende a fluir na periferia de um condutor longo e retilíneo.
Esta "profundidade" com o campo penetra, consequentemente a corrente, pode ser dada por:
{\displaystyle \delta ={\sqrt {\frac {2}{\mu _{0}\sigma \omega }}}}
Portanto quanto maior a frequência, menor será a penetração do campo.

## Aplicações

### Freio electromagnético por corrente de Foucault

Freio pela corrente de Foucault.

Freio eletromagnético por corrente  de Foucault , também conhecido inglês  eddy current break   ou induction break, em português pode gerar confusão com o freio eletromagnético (eletromecânico)  que utiliza  força magnética para mover um objeto e mecanicamente por atrito gerar a frenagem. Porem  no freio utilizando corrente de Foucault é através de uma força eletromagnética que atravessa  um imã permanente próximo ao um condutor em movimento relativo, assim quando campo e ativado gera a frenagem devido ao campo contrario gerado pela corrente de Foucault induzida no condutor. Sendo este tipo de freio empregado em montanhas russas, trem de baixa velocidade  e como freio secundário em caminhões e trailers .

### Efeitos repulsivos e levitação
Pode ser visto muitas experiências na internet , ilustrando o efeito de levitação devido a energizar um eletroímã sobre um superfície  condutora , assim o gerando campo magnético, que induz uma corrente na superfície que gera um campo magnético contrario ao do imã, assim se magnitude da força do campo for maior que o peso do eletro ima ele levitará . Por mais que esta seja uma forma fácil de ilustrar o fenômeno, existem diversas aplicações mais engenhosas, como os grandes transportes terrestres por levitação na Alemanha, no Japão, nos EUA e no Reino Unido, além de sistemas de lançamento de mísseis, nos quais o efeito ajuda a diminuir o atrito com o suporte de lançamento.

### Sensores de vibração e posição
A corrente de Foucault é gerada por meio da variação de um campo magnético sobre uma superfície condutora, na aplicação do sensor de movimento e vibração, o sensor sobre o  condutor emite um campo magnético estacionário, ou seja, é constante no tempo, fazendo com que não haja alteração no campo e não induza corrente no condutor. Porém, quando o condutor se move, o campo magnético varia, assim gerando corrente de Foucault e esta, por sua vez, gerando um campo magnético. Assim, o sensor detecta a alteração no campo magnético e, quanto maior for essa alteração, maior é o deslocamento.

### Teste estrutural
Este método consiste em utilizar um solenoide para detectar variações no campo magnético gerado, sabendo que a corrente de Foucault gera um campo contrário ao original, temos que há uma redução neste campo, portanto analisando a indutância através da mudança na impedância do solenoide podemos detectar falhas no metal, pois sabemos que a corrente induzida, quando CA, tende a percorrer o condutor em sua superfície, por conta do efeito pelicular, deste modo a indutância varia quando a corrente passa por uma falha ou rachadura.